# Sierra de Gata (comarca)

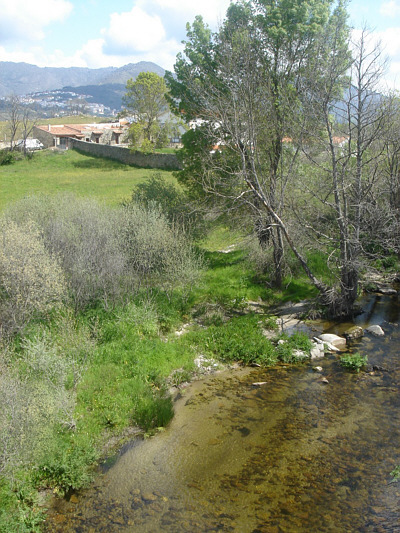
Paisaje típico de Sierra de Gata: Río y antigua almazara. Eljas

La Sierra de Gata es una de las comarcas de Extremadura, en el extremo noroeste de la provincia de Cáceres. Limita al norte con la provincia de Salamanca, al oeste con Portugal (Reserva Natural de la Serra da Malcata) y al este con las comarcas de Las Hurdes, de las Tierras de Granadilla y de las Vegas del Alagón y al sur, con la comarca de la Tierra de Alcántara. Toma su nombre de las montañas de la sierra de Gata.

## Introducción
Se trata de un territorio con diversidad de paisajes y flora. Tiene importantes recursos hidrográficos, con dos vertientes importantes: el río Arrago y el río Eljas.
Posee un importante patrimonio arquitéctónico en algunas de sus villas, especialmente en Gata, San Martín de Trevejo, Hoyos, Torre de Don Miguel, Trevejo, Robledillo de Gata... Su secular aislamiento (hasta el punto de conservar un fósil lingüístico: la Fala en el Valle del Jálama) la han convertido en uno de los lugares más vírgenes de la Península en lo que se refiere a Naturaleza y autenticidad de las formas de vida rural. Así, es actualmente una de las zonas con mayor potencialidad y crecimiento para la práctica del turismo de interior.
Su ubicación favorece unas condiciones de humedad y temperatura especialmente propicias para el desarrollo de múltiples variedades de setas por lo que se considera un enclave idóneo para los amantes de la micología y la recolección de hongos.

## Geografía

### Relieve
Los puntos más elevados de la comarca son el Monte Jálama (1492 m), Jañona (1367 m), Las mezas (1265 m), La nave (1279 m), y al este La Bolla (1519 m)
De este a oeste va descendiendo la altitud, siendo la zona norte-noreste la que más relieve accidentado de montes y encajonamiento de valles. El relieve se suaviza de norte a sur, y las alineaciones montañosas entre las que discurren arroyos y ríos van en dirección Norte-Suroeste

### Geología
Los suelos de la comarca están constituidos en su mayoría por:
- Pizarra en la zona imítrofe con Portugal y en el Valle del Árrago.
- Granito en los municipios de Eljas, Acebo, Cilleros, San Martín de Trevejo, Villamiel, Perales del Puerto , Hoyos, Santibáñez el Alto, Torre de Don Miguel, Cadalso y Gata.
- Pizarra y granito en Torrecilla de los Ángeles.
- Arcillas, margas y arcosas en la parte sur de la comarca, Moraleja y Vegaviana

### Clima
El clima es de tipo mediterráneo, con influencia oceánica del Atlántico en invierno y continental en verano. Dicha estación suele ser cálida y los inviernos relativamente suaves (24 °C/6 °C). La temperatura media anual es de 13.º, con unas precipitaciones concentradas entre noviembre y abril, en torno a los 1200 mm. Hay pocas nevadas, y éstas suelen ser por encima de los 700/800 m.

## Patrimonio histórico
Cada pueblo es una joya de arquitectura rural con acentos muy diferentes, desde la alta soledad de Trevejo, a la urbanidad de piedra, madera y plazas de san Martín o las calles floridas de Gata y señoriales de Hoyos, hasta la arquitectura más singular y pintoresca de Robledillo de Gata. Estos son los cinco municipios nombrados Bien de Interés Cultural con categoría de Conjunto Histórico Artístico.

## Espacios naturales
Sierra de Gata cuenta con una riqueza natural excepcional. Se trata de una pequeña red de espacios protegidos de gran interés biológico y paisajístico. En 1977, todo el territorio de la comarca fue incluido por el ICONA en el Inventario Abierto de Espacios Naturales de Protección Especial. Los más importantes son la Reserva Ornitológica del Embalse de Borbollón, la Reserva del Buitre Negro en el Valle del Árrago, la Reserva Paisajística del monte Jálama y la Reserva Biológica de Sierra de Gata.

## Vías de comunicación
La comarca nunca ha estado bien comunicada, ya sea por carreteras o por tren. Pero actualmente, la Junta de Extremadura está invirtiendo en estas zonas del norte de la región con la construcción de la autovía EX-A1, que comunica Moraleja con la capital española, mediante un enlace con la A-5 además de una reforma de las carreteras de montaña de la comarca. Moraleja es la única población que cuenta con una estación de autobuses. La estación ferroviaria más cercana es la de Plasencia.

## Demografía
Tiene una población de alrededor de 22.000 habitantes divididos en numerosos municipios de alrededor de 500 habitantes en su mayoría. A pesar de ser Moraleja el más poblado de la comarca, y el octavo de la provincia, con más de 7200 habitantes empadronados, Hoyos es la capital de la comarca, donde se sitúan las oficinas de la Mancomunidad y de la asociación Adisgata. 

### Municipios
| Villas y aldeas           | Pob. (2012) | Superficie km² | Densidad de población |
| ------------------------- | ----------- | -------------- | --------------------- |
| Acebo                     | 648         | 57,4           | 11.29                 |
| Cadalso                   | 484         | 7              | 69.14                 |
| Cilleros                  | 1.793       | 208,2          | 8.61                  |
| Descargamaría             | 175         | 49,2           | 3.56                  |
| Eljas                     | 980         | 33             | 29.7                  |
| Gata                      | 1.639       | 94,18          | 17.4                  |
| Hernán-Pérez              | 496         | 35,76          | 13.87                 |
| Hoyos                     | 930         | 15             | 62                    |
| Perales del Puerto        | 966         | 36,28          | 26.63                 |
| Robledillo de Gata        | 116         | 31,07          | 3.73                  |
| San Martín de Trevejo     | 895         | 23,82          | 37.57                 |
| Santibáñez el Alto        | 405         | 99,07          | 4.09                  |
| Torre de Don Miguel       | 539         | 12             | 44.92                 |
| Torrecilla de los Ángeles | 682         | 43,29          | 15.75                 |
| Trevejo                   | 24          | -              | -                     |
| Valverde del Fresno       | 2.454       | 197.29         | 12.44                 |
| Vegaviana                 | 854         | 23.06          | 37.03                 |
| Villamiel                 | 640         | 73             | 8.77                  |
| Villanueva de la Sierra   | 466         | 44             | 10.68                 |
| Villasbuenas de Gata      | 436         | 47             | 9.28                  |
| TOTAL                     | 23.371      | 1.254,16       | 18.63 (baja)          |